# Chutba

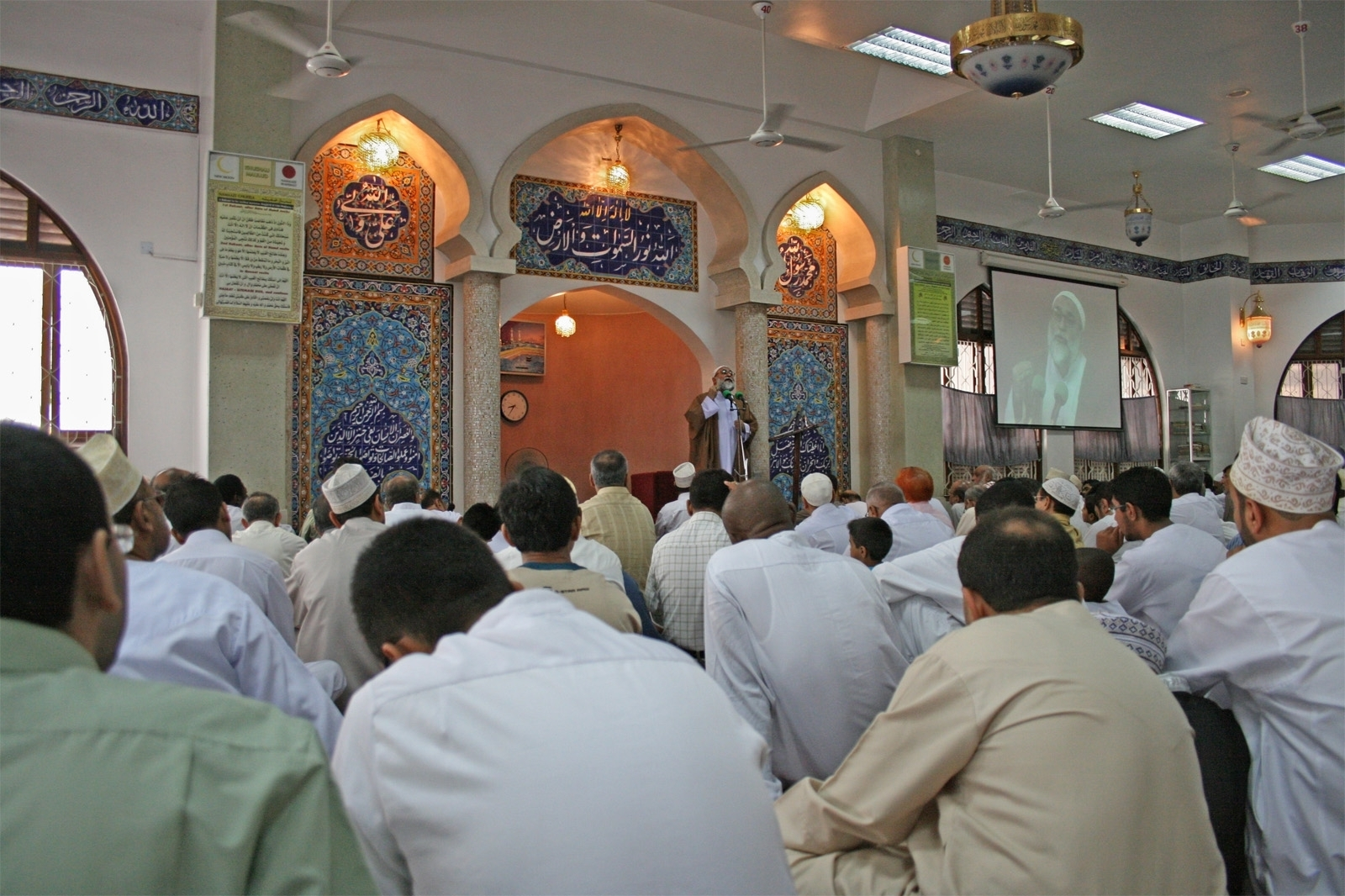
Muslimové při páteční modlitbě

Chutba („promluva“) je arabský výraz pro řeč, kterou pronáší chatíb především při pátečních modlitbách v mešitě. V minulosti chutbu pronášeli sami chalífové. Není výjimkou, že se obsah chutby šíří pomocí novin, rádia apod. Chutba bývá též pronášena při dalších slavnostních příležitostech jako je hadždž apod. Zpravidla má dvě části, a to exegetickou a liturgickou.